# Hassiba Rochdi
Pour les articles homonymes, voir Rochdy.
Hassiba Rochdi ou Hassiba Rochdy (arabe : حسيبة رشدي), de son vrai nom Zohra Bent Ahmed Ben Haj Abdennebi, née le 10 janvier 1918 à Joumine et morte le 26 septembre 2012 à La Soukra, est une actrice et chanteuse tunisienne. Elle fut la première chanteuse tunisienne renommée en Égypte et la première actrice tunisienne à jouer un rôle principal dans des films égyptiens.

## Jeunesse
Fille de la huitième et dernière épouse de son père, elle naît dans une famille de propriétaires et passe son enfance à Mateur où elle apprend des chansons bédouines et s'initie à la couture et à la broderie. Durant cette période, elle est influencée par les chanteuses juives. À la suite d'une dispute avec son père au sujet d'un phonographe, elle quitte la maison pour se réfugier à Bizerte mais, ramenée chez son père, elle est mariée de force. Elle parvient toutefois à fuir à Sfax où elle est admise au sein d'une troupe théâtrale et s'initie à la chanson.
Après s'être lié d'amitié avec la chanteuse Fethia Khaïri, elle rencontre Béchir Ressaïssi (représentant des disques Baidaphon) qui décide de l'emmener à Paris pour enregistrer son premier disque en compagnie de plusieurs musiciens dont Mohamed Jamoussi et Mohamed Triki. Elle finit par épouser ce dernier, ce qui lui permet d'entrer dans le monde de la chanson : son mari lui constitue une troupe regroupant des musiciens comme Hédi Jouini, Ali Sriti, Kaddour Srarfi et Ibrahim Salah.

## Carrière égyptienne
Divorcée, elle se remarie au diplomate américain Henry Blake, adjoint du consul américain à Tunis. Elle passe quelques années à Brooklyn, quartier de New York, où elle ouvre un restaurant portant son nom. Contactée à Paris par des partisans du parti nationaliste du Néo-Destour, elle est chargée de remettre des documents à son dirigeant Habib Thameur alors réfugié au Caire. Installée dans un appartement, elle est accueillie par le sérail du roi Farouk et organise des soirées où elle fait la connaissance du chanteur Sayed Chatta (ar). Il la présente au directeur de la radio cairote qui, après un examen jugé par Oum Kalthoum en personne, lui réserve un concert hebdomadaire. Rochdi se produit aussi en public en compagnie du ténor Mohamed Abdelmottaleb.
Elle se lance également dans le cinéma en jouant le rôle principal de quatre films aux côtés de grands comédiens égyptiens : Hob (Amour) d'Abdelaziz Hassine (1948) avec Mohsen Sarhan (en), Férid Chawky et Samiha Ayoub, Tariq Echouk (Chemin des épines) d'Husseïn Sedky (1950) avec Férid Chawky, Dim'a Fessahr'a (Du sang dans le désert) de Gianni Vernuccio (1951) avec Imed Hamdi, et Intekam El Habib (Vengeance de l'amant) de Vernuccio (1952) avec Yahia Chahine, Samia Gamal et Férid Chawky. Selon Adel Latrech, Oum Kalthoum jalouse aurait participé, avec l'appui du puissant syndicat du cinéma égyptien, à mettre fin à ses activités.

## Retour en Tunisie
Elle rentre en Tunisie et reprend dans les années 1950 sa carrière : elle tourne pour la télévision et surtout le cinéma où elle interprète des rôles dans des films comme Le Rebelle (1968) et Sourakh (1972) d'Omar Khlifi, Sous la pluie de l'automne (1969) d'Ahmed Khchine, Khlifa le teigneux (1969) d'Hamouda Ben Halima avec Mouna Noureddine, Le Sultan de la médina de Moncef Dhouib (1992) et Tunisiennes de Nouri Bouzid (1997). Elle joue également dans Goha (1957) de Jacques Baratier avec Omar Sharif et Claudia Cardinale
Ses principales chansons sont Yalli Ouyounek fessama, Mahlaha tadhbilat ainek, Taht el yasmina, Taarafni naani wtaamal belaani, Sir ya lazrag sir ou encore Jesmi Baid Alik.